# Tipula turgida
Tipula turgida är en tvåvingeart som beskrevs av Oosterbroek 1997. Tipula turgida ingår i släktet Tipula och familjen storharkrankar. Inga underarter finns listade i Catalogue of Life.